# Hallens revir
Hallens revir var ett skogsförvaltningsområde inom Mellersta Norrlands överjägmästardistrikt och Jämtlands län som omfattade Mattmars, Undersåkers, Mörsils, Hallens, Marby, Norderö, Ovikens och Myssjö socknar samt norra delen av Alsens socken. Reviret, som var indelat i åtta bevakningstrakter, omfattade 221 528 hektar allmänna skogar (1920), varav 25 kronoparker (42 979 hektar).